# Nampalari
Nampalari è un comune rurale del Mali facente parte del circondario di Niono, nella regione di Ségou.